# Route départementale 28 (Hautes-Pyrénées)
La route départementale 28, ou RD 28, est une route départementale des Hautes-Pyrénées reliant Montgaillard à Thermes-Magnoac.

## Descriptif

### Longueur
L'itinéraire présente une longueur de 61,1 km.

### Nombre de voies
La RD 28 est sur la totalité de son tracé bidirectionnelle à deux voies.

### Tracé
La RD 28 traverse le département d'ouest en est à partir de Montgaillard depuis la route départementale D 937 et rejoint le village de Thermes-Magnoac jusqu’à la limite du Gers.
Elle coupe la route départementale D 935 au niveau de Montgaillard et la A64 et la D 817 à Tournay et la D 929 au niveau de Monléon-Magnoac.
Elle raccorde le Pays de Tarbes et de la Haute Bigorre au Pays des Coteaux, depuis l'Arroustang jusqu'au Magnoac.

## Communes traversées
- Montgaillard
- Vielle-Adour
- Hitte
- Luc
- Oléac-Dessus
- Poumarous
- Tournay
- Burg
- Montastruc
- Galan
- Recurt
- Caubous
- Laran
- Monléon-Magnoac
- Villemur
- Pouy
- Lalanne
- Thermes-Magnoac

## Gestion, entretien et exploitation

### Organisation territoriale
En 2021, les services routiers départementaux sont organisés en cinq agences techniques départementales et 25 centres d'exploitation qui ont pour responsabilité l’entretien et l’exploitation des routes départementales de leur territoire. 
La RD 28 dépend des agences du Pays de Tarbes et de la Haute Bigorre au Pays des Coteaux, et des centres d'exploitation de Tournay et de Castelnau-Magnoac.

### Exploitation
En saison hivernale, le département publie une carte des conditions de circulation (C1 circulation normale, C2 délicate, C3 difficile, C4 impossible).

## Galerie

Sélection de vues des villages traversés.
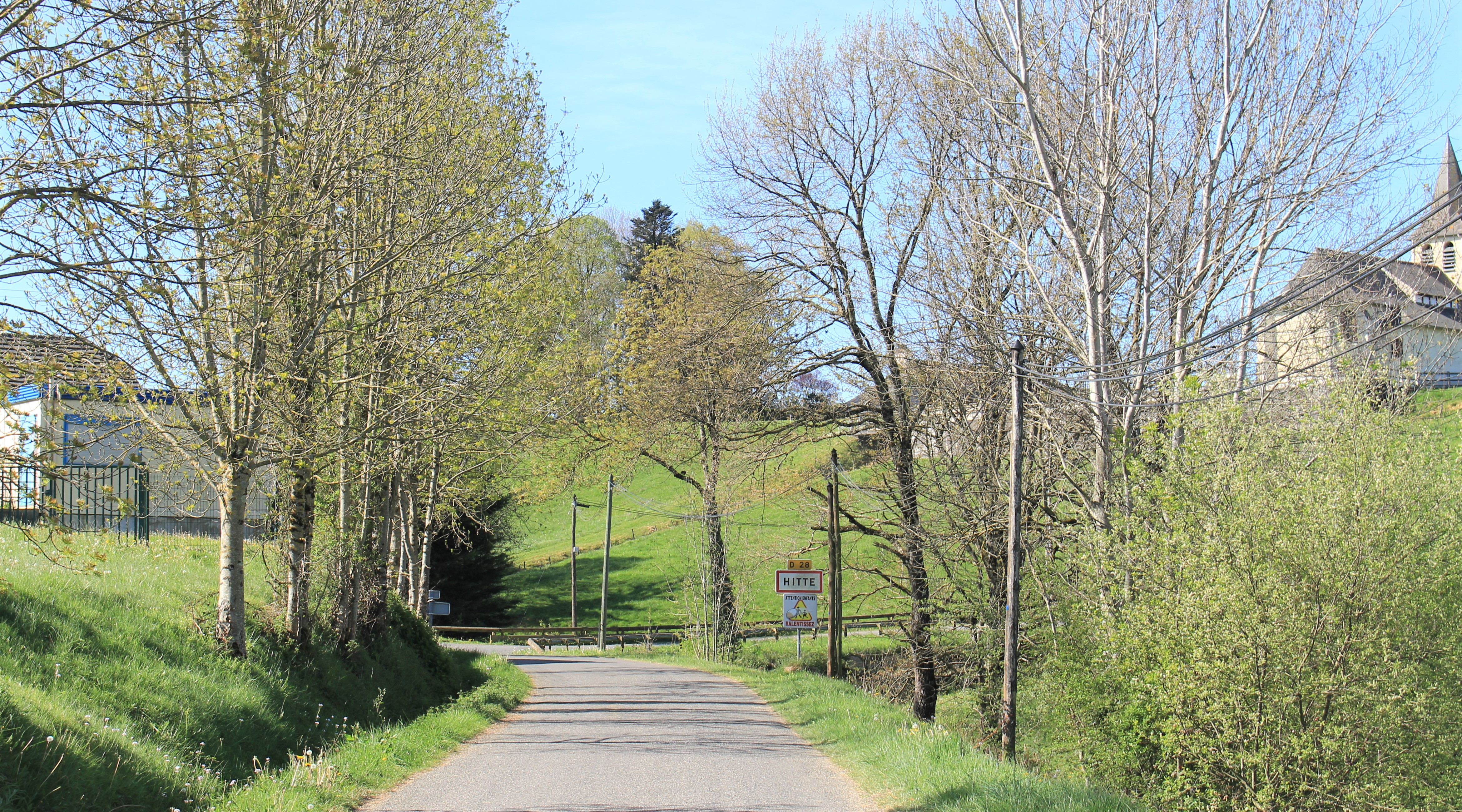
Entrée Est de Hitte.
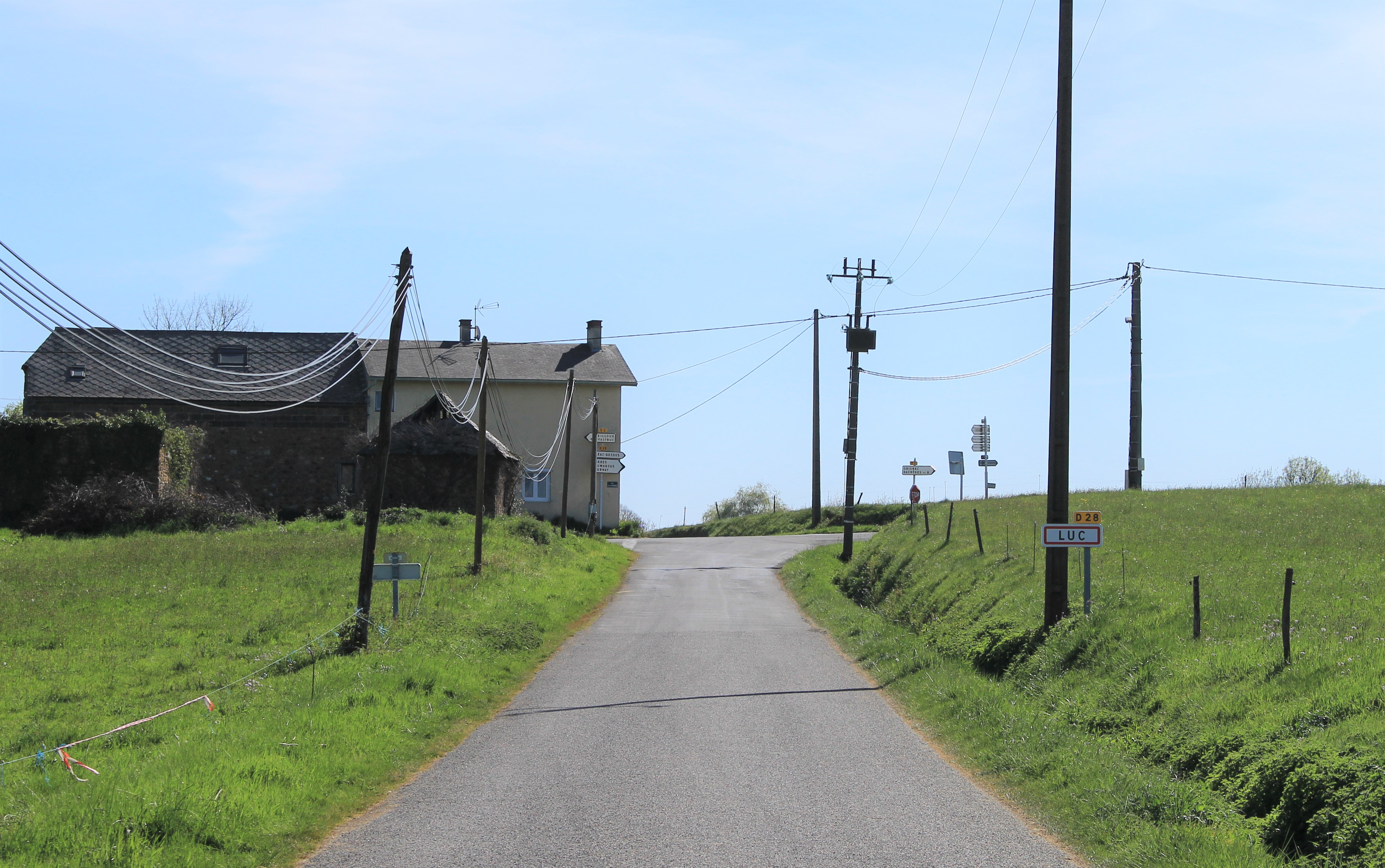
Entrée Ouest de Luc.
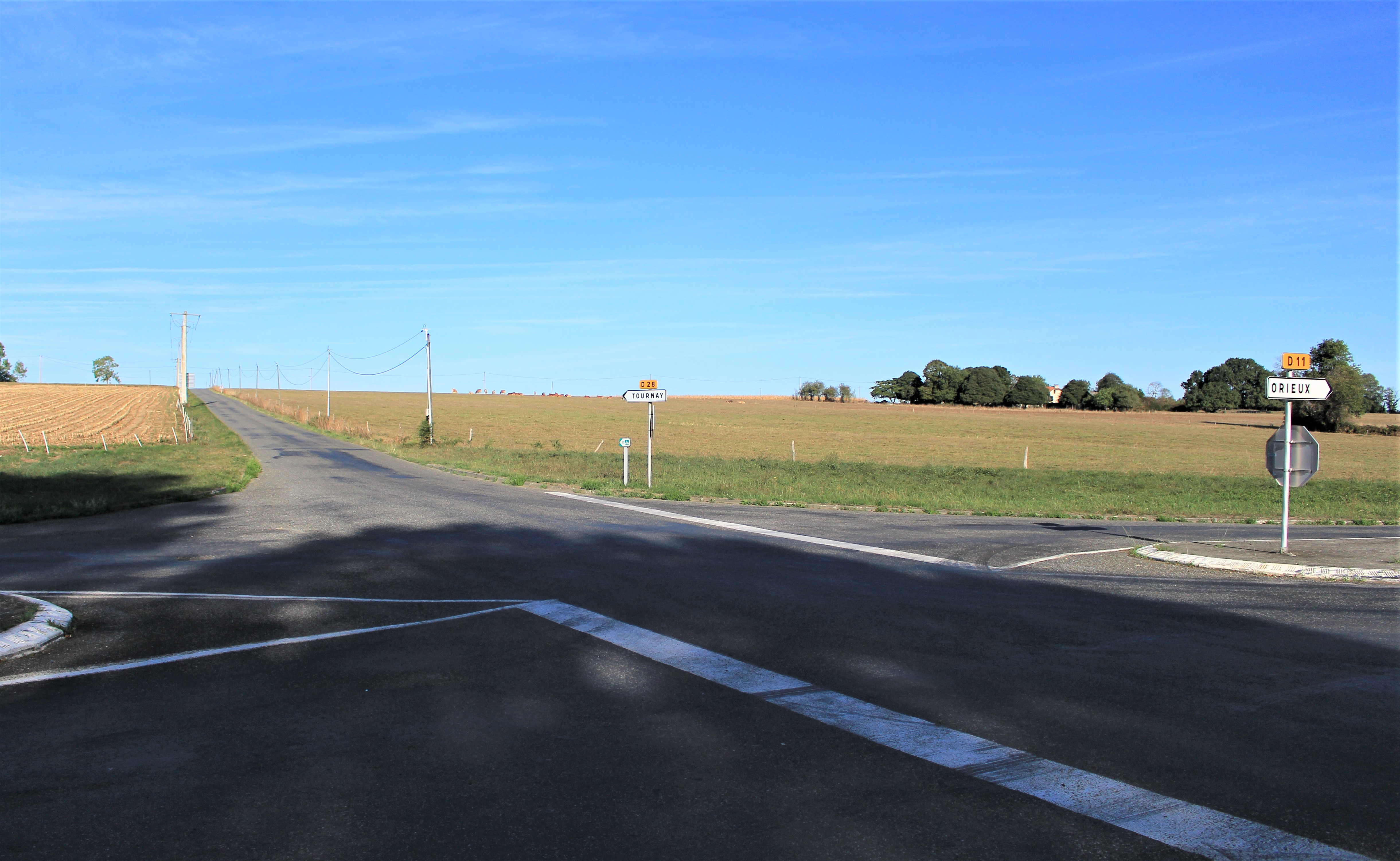
Carrefour RD11.
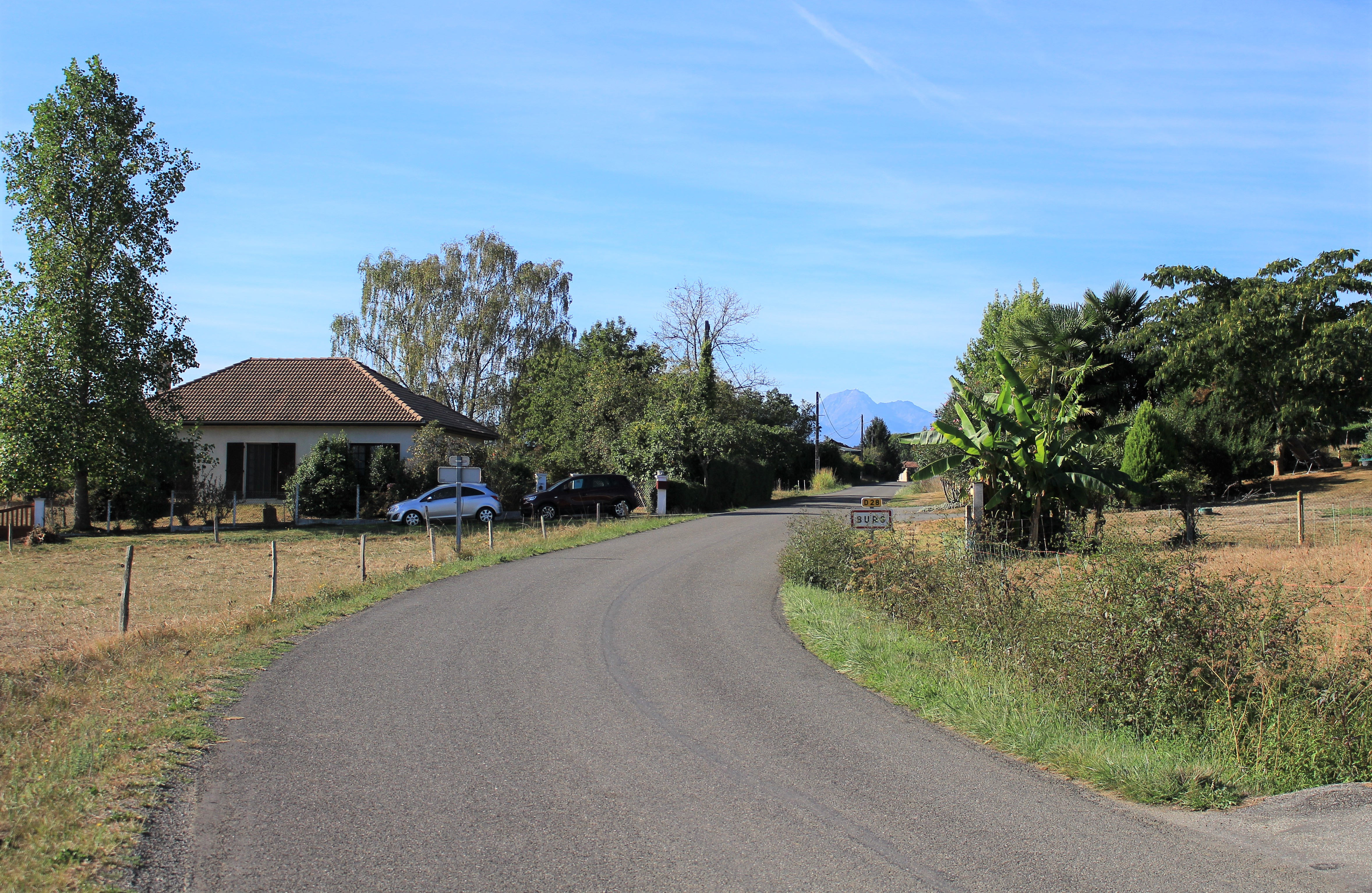
Entrée Nord de Burg.
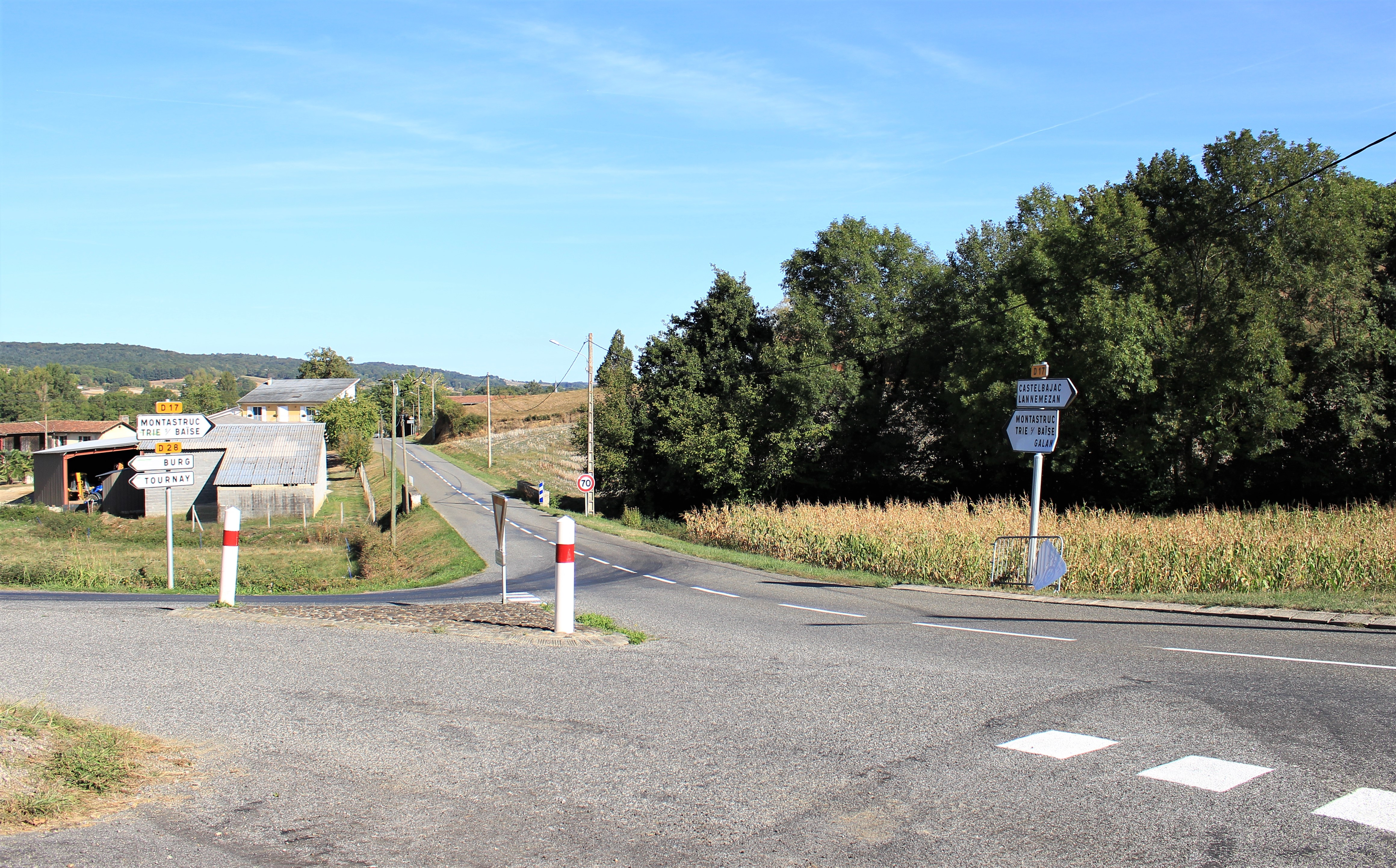
Carrefour RD11.
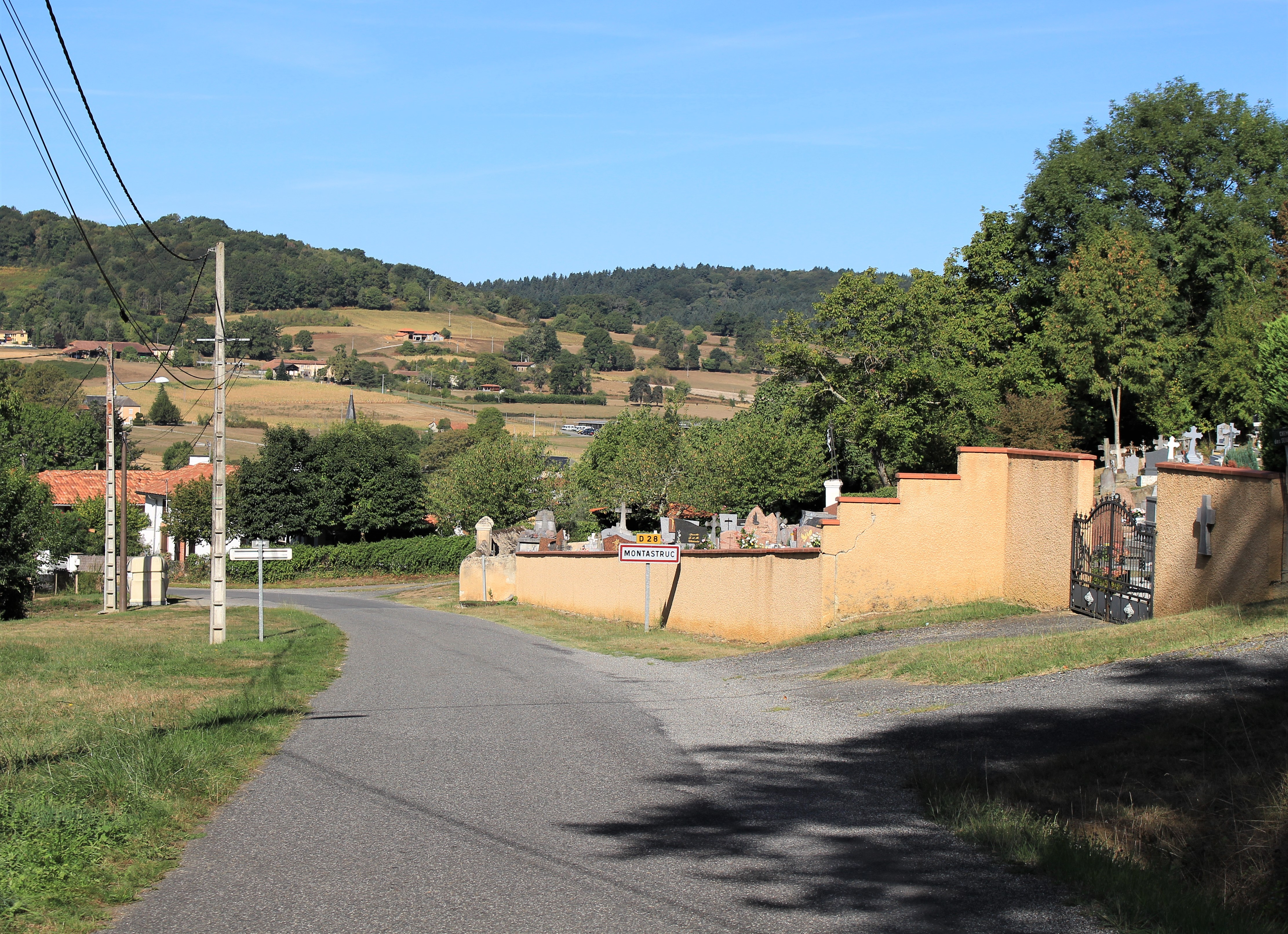
Entrée Est de Montastruc.
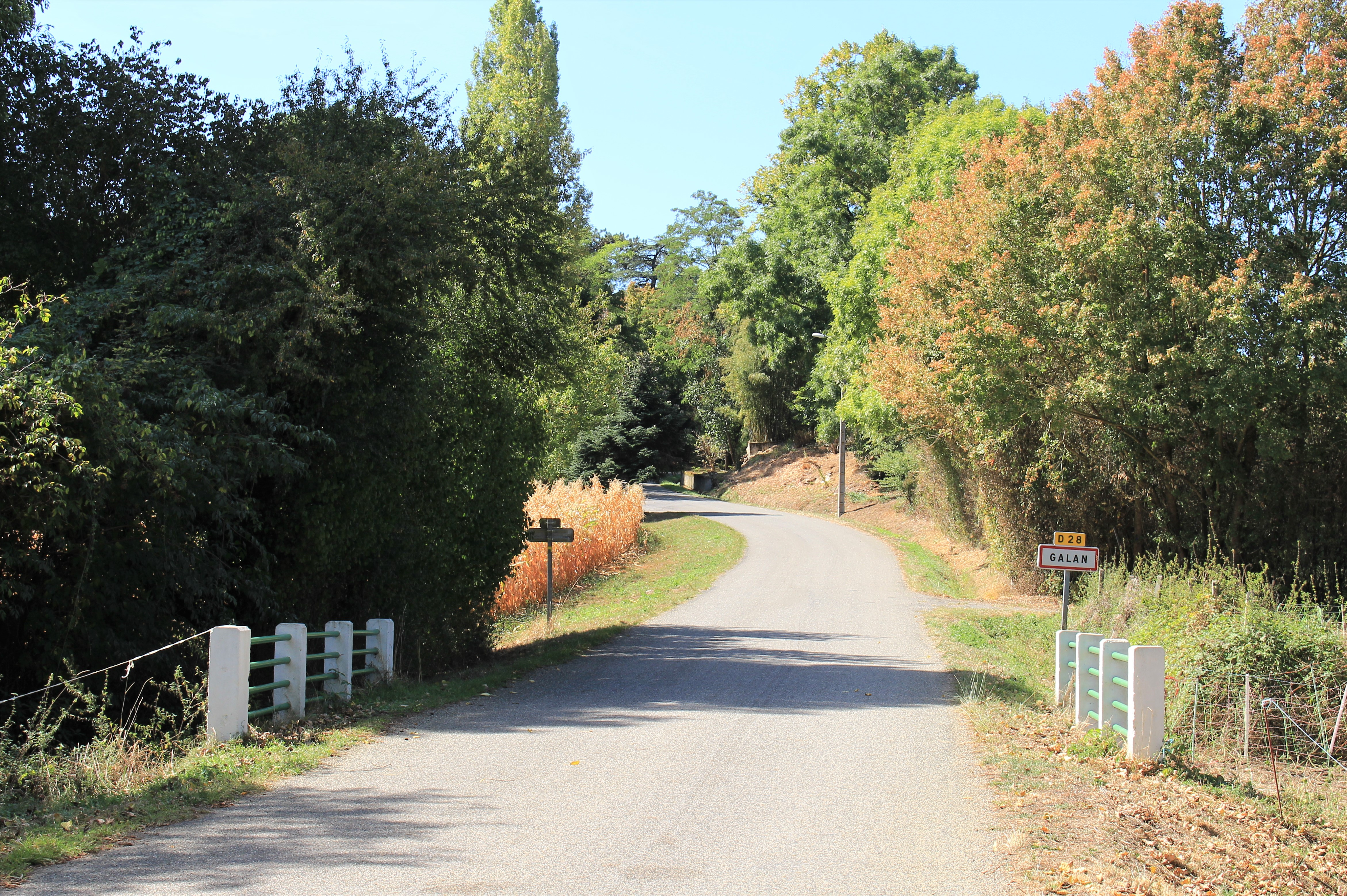
Entrée Est de Galan.
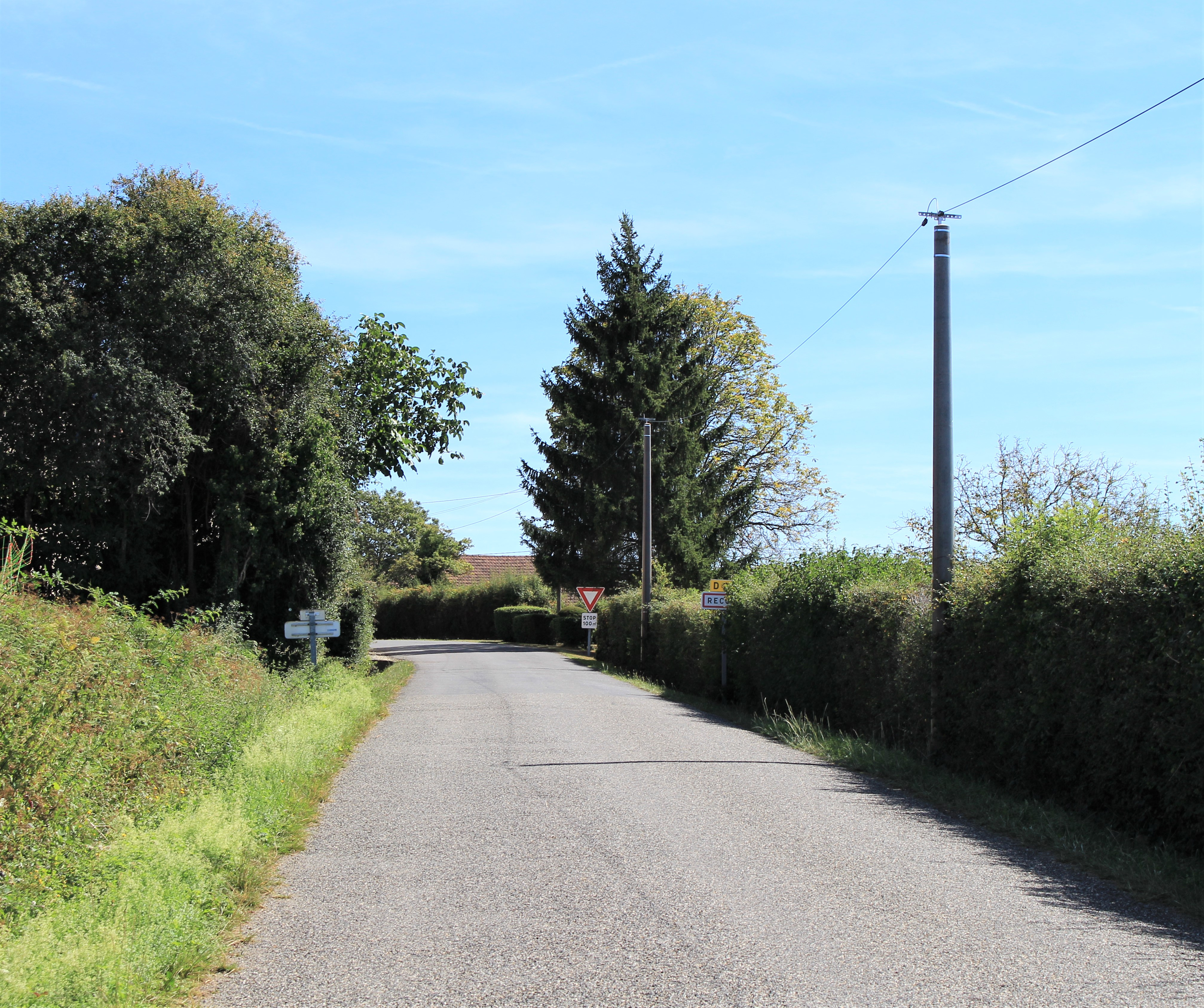
Entrée Ouest de Recurt.
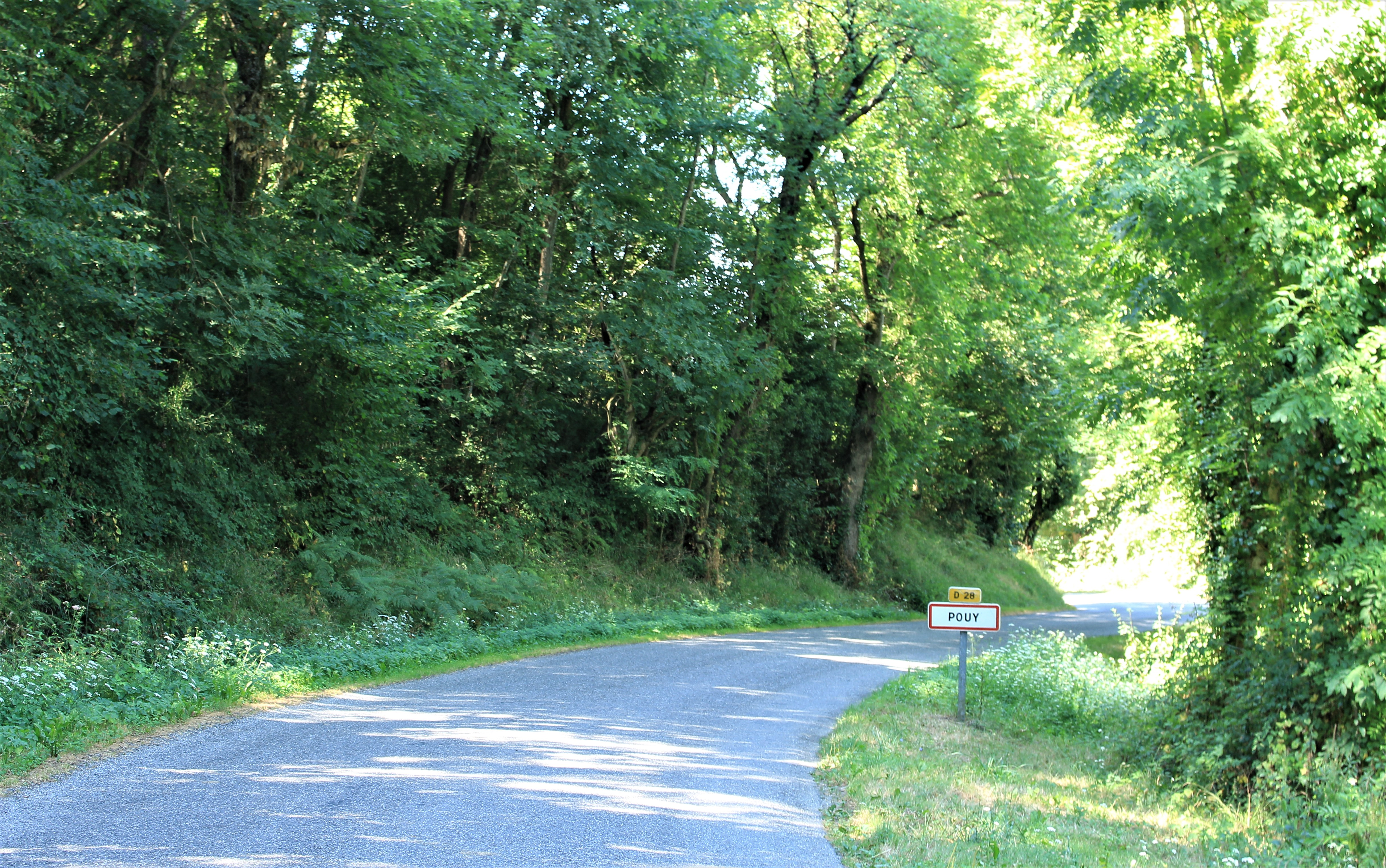
Entrée Est de Pouy.
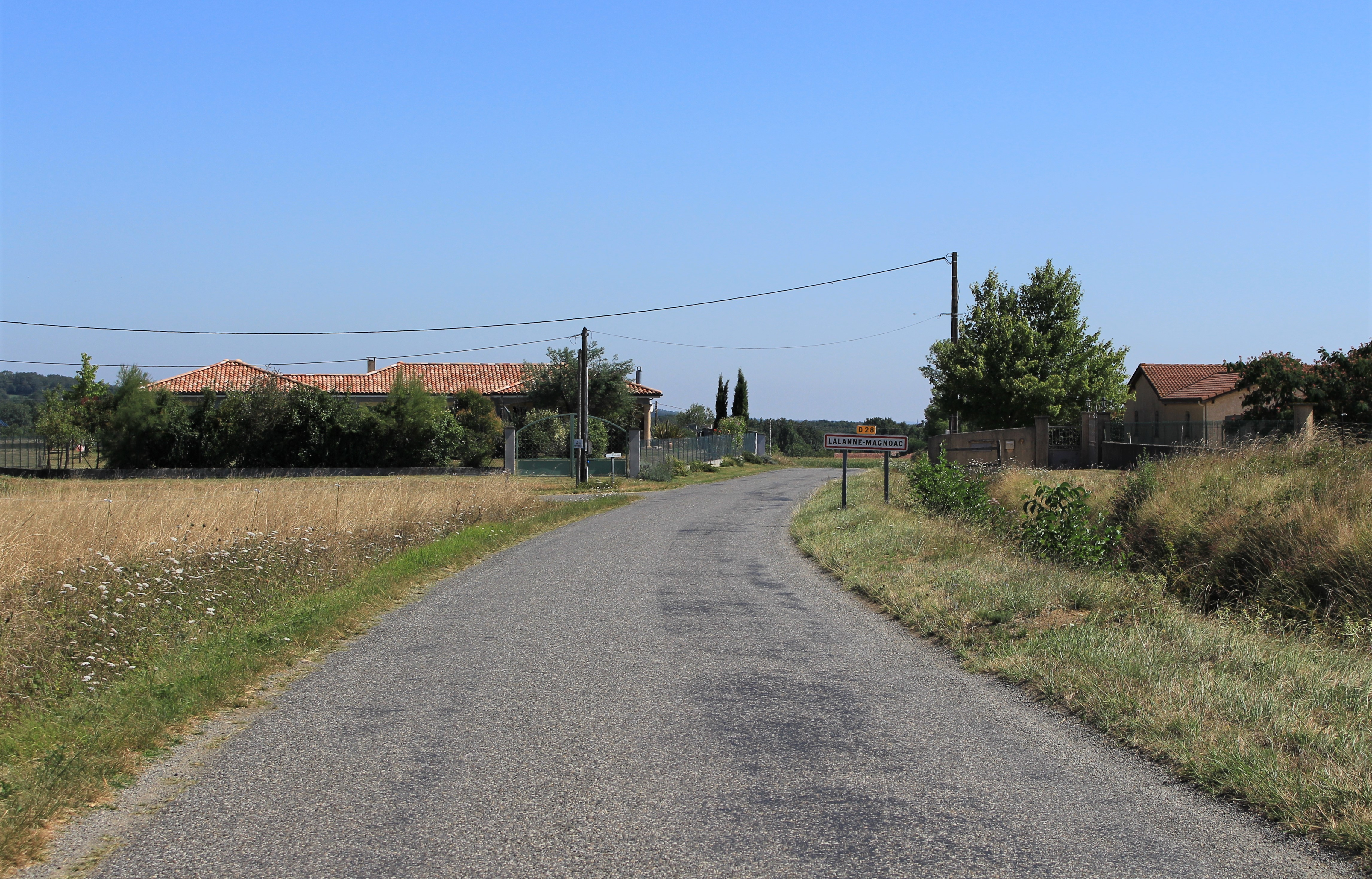
Entrée Sud-Ouest de Lalanne.